# Wilhelm Góra
Wilhelm Antoni Góra (Bytom, 1916. január 18. – Hamburg, 1975. május 21.), lengyel válogatott labdarúgó.
A lengyel válogatott tagjaként részt vett az 1936. évi nyári olimpiai játékokon és az 1938-as világbajnokságon.

## Pályafutása

### Klubcsapatokban
A pályafutása a Strzelec Szarlej együttesében kezdődött, a csapat egy kis településen alakult, amely Bytom közelében található. Néhány év múlva a Pogoń Katowicébe került, majd a Cracoviához – a két világháború közötti Lengyelország egyik legjobb csapatához – igazolt. A lengyel labdarúgó-bajnokságban 1934-ben debütált, 1937-ben lengyel bajnoki címet nyert. 1939-ig összesen 134 meccsen szerepelt a Cracovia színeiben.
A második világháború kitörése után aláírta a Volkslistét (német állampolgársági listát), ami lehetővé tette számára, hogy folytassa a pályafutását. Krakkóban maradt, és a DTSG Kraków csapatában játszott (a klub egyik támogatója Oskar Schindler volt).

### A válogatottban
1935-ben játszott először a lengyel válogatottban, 1936-ban pedig részt vett a berlini olimpiai játékokon, ahol Lengyelország a 4. helyen végzett. Pályára lépett az 1938-as franciaországi világbajnokságon, többek között a Brazília elleni híres meccsen, amely 5–6-os eredménnyel zárult.
1939-ig a lengyel válogatott egyik meghatározó középpályása volt, és ekkor már 16 mérkőzésen játszott. 

### További sorsa
Behívták a Wehrmachtba, és egységével Olaszországba vitték, ahol szövetséges katonák fogságába esett. Ott csatlakozott a Władysław Anders tábornok parancsnokságával – hadifoglyokból szervezett – lengyel hadsereg 2. hadtestéhez.
1945 után vissza akart térni Felső-Sziléziába. Ez azonban lehetetlennek bizonyult, így Nyugat-Németországban maradt, ahol haláláig élt.
tábornok parancsnokságával – hadifoglyokból szervezett – lengyel hadsereghez került

## Sikerei, díjai
Cracovia
- Lengyel bajnok (1): 1937

## Fordítás
- Ez a szócikk részben vagy egészben  a   Wilhelm Góra című angol Wikipédia-szócikk ezen változatának fordításán alapul.  Az eredeti cikk szerkesztőit annak laptörténete sorolja fel. Ez a jelzés csupán a megfogalmazás eredetét és a szerzői jogokat jelzi, nem szolgál a cikkben szereplő információk forrásmegjelöléseként.